# Landelijk Bureau Vermiste Personen
Binnen de Dienst Nationale Recherche Informatie van de Nederlandse politie fungeert het Landelijk Bureau Vermiste Personen. Het bureau ondersteunt politiekorpsen bij onderzoek naar misdrijven en vermiste personen. Dat gebeurt op verschillende manieren. In het Nationaal Schengen-informatiesysteem of in het Opsporingsregister nemen de politiekorpsen personen op, die gezocht worden. Daarnaast is het Vermiste Personen Systeem speciaal bedoeld voor de registratie van vermiste personen met de daarbij behorende signalementen.

## Tv-programma
In de politieserie Spoorloos Verdwenen wordt door een rechercheteam wekelijks een zaak behandeld waarin een of meerdere personen vermist zijn. Dit programma is in grote lijnen gebaseerd op het Landelijk Bureau Vermiste Personen.